# Sudis
Sudis is een geslacht van straalvinnige vissen uit de familie van barracudinas (Paralepididae).

## Soorten
- Sudis atrox Rofen, 1963
- Sudis hyalina Rafinesque, 1810